# Perdita Felicien
Perdita Felicien (née le 29 août 1980 à Oshawa) est une athlète canadienne spécialiste du 100 m haies, championne du monde à Paris en 2003. 

## Biographie
Après avoir dans un premier temps pratiqué le 100m, elle est convaincue par son entraîneur de l'époque scolaire de passer sur les haies. Avec l'ambition de suivre les succès de ses ainés canadiens Donovan Bailey et Bruny Surin, elle progresse régulièrement pour devenir championne du monde à Paris Saint-Denis en 2003.
L'hiver suivant, elle confirme par un nouveau titre lors des mondiaux d'athlétisme en salle. Mais, alors qu'elle est favorite des jeux Olympiques 2004 d'Athènes, elle heurte la première haie en finale et ne termine pas la course.
Aux championnats du monde de Osaka en 2007, elle décroche la médaille d'argent en 12 s 49, à seulement 3 centièmes de seconde de la vainqueure, l'Américaine Michelle Perry.
En octobre 2013, Perdita Felicien annonce mettre un terme à sa carrière
Cette athlète est une ambassadrice du groupe Right To Play ainsi que du programme des Nations-Unies au Canada, Sport-in-a-box. Ces deux groupes sont à but non lucratif. Elle est également conférencière et a été diplômée de l'University of Illinois. 

## Palmarès

### Championnats du monde
- Championnats du monde 2003 à Paris
  -  Médaille d'or sur 100 m haies
- Championnats du monde 2007 à Osaka
  -  Médaille d'argent sur 100 m haies

### Championnats du monde en salle
- Championnats du monde en salle 2004 à Budapest
  -  Médaille d'or sur 60 m haies
- Championnats du monde en salle 2010 à Doha
  -  Médaille d'argent sur 60 m haies

### Jeux Panaméricains
- Jeux Panaméricains de 2003 à Saint-Domingue
  -  Médaille d'argent sur 100 m haies
- Jeux Panaméricains de 2007 à Rio de Janeiro
  -  Médaille d'argent sur 100 m haies